# Chiến tranh Đông Dương lần thứ ba
Chiến tranh Đông Dương lần thứ ba là một loạt các cuộc xung đột và chiến tranh giữa các lực lượng cộng sản của Việt Nam, Campuchia và Trung Quốc từ năm 1975 tới năm 1991. Lào và Thái Lan cũng tham gia trong một số xung đột vũ trang. Cuộc chiến tranh này diễn ra sau khi chiến tranh Đông Dương lần thứ hai kết thúc với sự kiện Sài Gòn sụp đổ. Việc chấm dứt hoàn toàn hoạt động quân sự của Mỹ được xem là sự loại bỏ một kẻ thù chung của tất cả các lực lượng cộng sản trong khu vực.
Từ những năm 1960, chia rẽ Trung Quốc và Liên bang Xô viết ngày càng nghiêm trọng, các chế độ cộng sản của Campuchia, Việt Nam và Lào cũng chịu ảnh hưởng trong quan hệ với hai phe đối lập này. Sự thù địch sau đó được thúc đẩy bởi những mối hận thù đã có từ nhiều thế kỷ trước giữa Việt Nam với Campuchia, và đặc biệt là giữa Việt Nam với Trung Quốc. Các lực lượng cộng sản tranh giành ảnh hưởng tại Đông Dương sau khi các chế độ phi cộng sản Cộng hòa Khmer, Việt Nam Cộng hòa, và Vương quốc Lào sụp đổ.
Năm 1975, các cuộc giao chiến quân sự ban đầu nảy sinh giữa Việt Nam và chế độ Khmer Đỏ của Campuchia, dẫn đến việc Việt Nam tấn công và chiếm đóng Campuchia trong hơn một thập kỷ. Sự thúc đẩy tiêu diệt hoàn toàn tàn quân Khmer Đỏ khiến Việt Nam không thể tránh khỏi cuộc xung đột vũ trang với Thái Lan.
Trung Quốc hầu như không có bất kỳ phản ứng nào đối với hoạt động của Việt Nam trong việc đàn áp lực lượng nổi dậy chống cộng ở Lào, tuy nhiên họ phản đối mạnh mẽ cuộc "xâm lược" của Việt Nam vào Campuchia. Các lực lượng vũ trang Trung Quốc đã phát động một chiến dịch trừng phạt vào tháng 2 năm 1979 và tấn công các tỉnh phía bắc của Việt Nam, quyết tâm kiềm chế ảnh hưởng của Liên Xô/Việt Nam.
Để giành quyền kiểm soát hoàn toàn Campuchia, Quân đội Nhân dân Việt Nam cần phải đánh bật các lãnh đạo và đơn vị còn lại của Khmer Đỏ, những người đã rút lui đến các vùng xa xôi dọc biên giới Thái Lan - Campuchia. Tình hình leo thang khi chủ quyền lãnh thổ của Thái Lan bị xâm phạm nhiều lần. Giao chiến nặng nề với nhiều thương vong do các cuộc đối đầu trực tiếp giữa quân đội Việt Nam và Thái Lan. Thái Lan tăng cường quân đội, mua thiết bị mới và xây dựng mặt trận ngoại giao chống lại Việt Nam. Sau Hội nghị Hòa bình Paris năm 1989, Việt Nam rút quân khỏi Campuchia. Cuối cùng, các cuộc giao chiến với quân đội chính quy trong khu vực đã kết thúc sau khi Hiệp định Hòa bình Paris 1991 ký kết.

## Chiến tranh biên giới Tây Nam

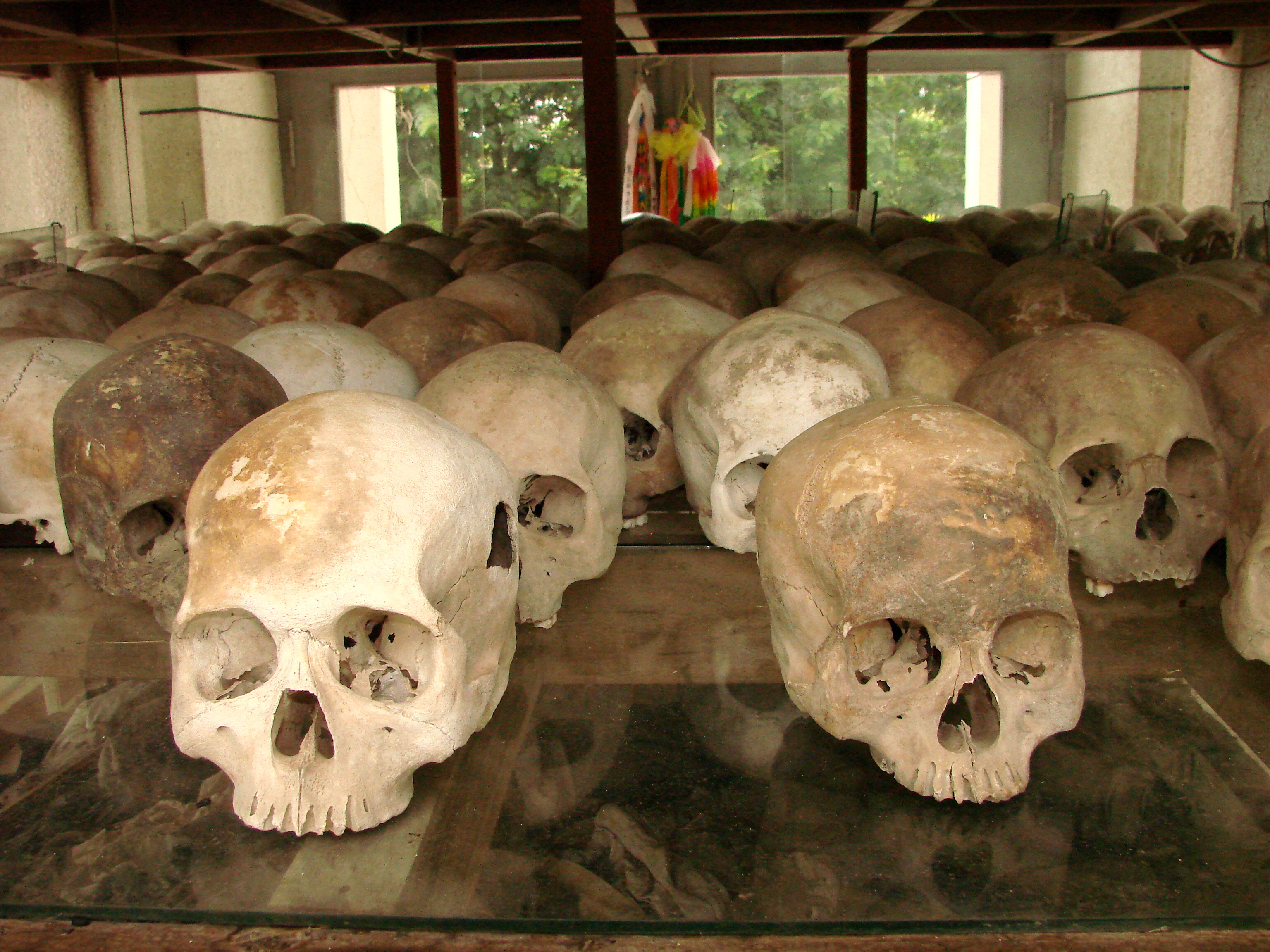
Khmer Đỏ đã giết chết từ 1,6 đến 1,8 triệu người Campuchia trong cuộc diệt chủng Campuchia. Khmer Đỏ cũng tấn công Ba Chúc, Việt Nam và tàn sát 3.157 thường dân Việt Nam, khiến Việt Nam tấn công Campuchia và lật đổ chế độ chính trị của họ.